# Фиштекаке
Фиштекаке (норв. fyrstekake, «торт/пирог принца») — норвежский сладкий пирог, состоящий из песочного теста, миндальной начинки или марципана, рома, сахарной пудры, сливочного масла, кардамона, корицы и яиц. Обычно он имеет фирменный решётчатый узор сверху и влажную начинку. Иногда его покрывают взбитыми сливками и подают на Рождество вместе с кофе или чаем.

## История
Фиштекаке был разработан кондитером из Тронхейма в 1856 году и с тех пор является обычным продуктом норвежских пекарен.